# Podgórze (Szydłowiec)
Podgórze – dzielnica, część miasta Szydłowiec, położona w południowej części miasta. W jej skład wchodzą ulice: Kamienna (od Folwarcznej do Hubala) oraz Podgórze.
Podgórze było oddzielną wioską położoną za Szydłowcem. Znajdował się tu jeden z pierwszych miejskich kamieniołomów, z którego odpadów produkcyjnych usypywano hałdę, która nazywana jest Górą Trzech Krzyży. Na początku XIX wieku wyznaczono tu teren pod cmentarz chrześcijański, który do tej pory stanowi zabytek historii miasta. W późniejszym czasie znów wzrosło tu zainteresowanie wydobyciem piaskowca. W południowej części Podgórza Podkowiński wykupił ziemię i rozpoczął wydobywanie kamienia. Pod koniec XX wieku kamieniołom został zalany wodą. 1 stycznia 1925 miejscowość została odłączona od gminy Szydłowiec i włączona w granice Szydłowca.